# Timea stellifera
Timea stellifera är en svampdjursart som först beskrevs av Carter 1887.  Timea stellifera ingår i släktet Timea och familjen Timeidae.
Artens utbredningsområde är havet utanför Myanmar. Inga underarter finns listade i Catalogue of Life.